# Distrikt Huamantanga
Der Distrikt Huamantanga liegt in der Provinz Canta in der Region Lima in West-Peru. Der Distrikt wurde am 2. Januar 1857 gegründet. Auf einer Fläche von 493 km² lebten im Jahr 2017 752 Menschen. Im Jahr 1993 lag die Einwohnerzahl bei 1300, im Jahr 2007 bei 1265. Verwaltungssitz ist die 3398 m hoch gelegene Ortschaft Huamantanga mit 367 Einwohnern (Stand 2017). Huamantanga liegt 14 km westsüdwestlich der Provinzhauptstadt Canta.

## Geographische Lage
Der Distrikt Huamantanga liegt im Bergland der peruanischen Westkordillere im Nordwesten der Provinz Canta. Der Río Chillón fließt einen kurzen Abschnitt entlang der südöstlichen Distriktgrenze.
Der Distrikt Huamantanga grenzt im äußersten Südwesten an die Distrikte Carabayllo und Ancón (beide in der Provinz Lima), im Nordwesten an den Distrikt Aucallama, im Norden an den Distrikt Sumbilca (beide in der Provinz Huaral), im Osten an den Distrikt San Buenaventura sowie im Süden an den Distrikt Santa Rosa de Quives.